# Kontemplacja (katolicyzm)
Kontemplacja ((łac.) contemplatio – przypatrywanie się, rozważanie) – szczególny, mający wiele wymiarów, rodzaj modlitwy. Mistyka chrześcijańska uznaje, że możliwa jest jedynie dzięki łasce wiary, gdyż kontemplacja jest spoglądaniem w wierze na Chrystusa.
Chrześcijańskie doświadczenie kontemplacji rozpoznaje zasadniczo trzy etapy jej rozwoju. Zazwyczaj pierwszym stopniem jest kontemplacja nabyta, będąca skutkiem ludzkiego starania wspartego łaską, zwłaszcza modlitewnego rozmyślania nad rzeczywistościami, które ukazuje wiara, np. historią zbawienia. Jest ona spokojnym, miłosnym oddaniem się Bogu. Drugim etapem rozwoju jest ciemna kontemplacja mistyczna, która jest owocem samego działania Bożego, uwalniającego człowieka od wszystkiego co stworzone. Jest nazywana ciemną, gdyż poprzez nią Bóg odrywa człowieka od naturalnego światła, które czerpał do tej pory ze zmysłów. Punktem dojścia kontemplacji jest realne doświadczenie i poznanie rzeczywistości Bożej, zjednoczenie z życiem samej Trójcy Świętej. Jest to tzw. kontemplacja wlana oznaczająca działanie łaski w wierzącym prowadzące do stanów ekstatycznych.
Czasem kontemplację utożsamia się z medytacją chrześcijańską.

## Nauczanie Katechizmu
Kontemplacja jest poddaniem się wewnętrznym tchnieniu Ducha Świętego. Autentyczna kontemplacja prowadzi do zrzucenia wszelkich masek i poznania prawdy o sobie w świetle Boga. Osoba zostaje przez nią oczyszczona i przekształcona, by całe swe życie oddać Umiłowanemu (KKK 2711). Kontemplacja wprowadza też w komunię, wspólnotę miłości z innymi chrześcijanami, w której sama Trójca Święta kształtuje w kontemplacji człowieka – obraz Boży – „na swoje podobieństwo” (KKK 2713).

## Doświadczenie mistyków
Św. Teresa z Ávili (zm. 1582) jest jednym z klasycznych autorów nauczających o kontemplacji. Pierwsze kroki wiodące do kontemplacji, to tak zwane rozmyślanie, czyli kontemplacja myślna:

"Kontemplacja myślna nie jest, według mnie, niczym innym jak głębokim związkiem przyjaźni, w którym rozmawiamy sam na sam z Bogiem, w przekonaniu, że On nas kocha" (Księga życia 8)

Kontemplacja jest więc w dużym stopniu słuchaniem i przyjęciem słowa Bożego.
Kolejnym etapem jest kontemplacja będąca „ciemnym” poznaniem Boga – rzeczywistości nie podpadającej pod zmysły, które normalnie dostarczają światła poznaniu ludzkiemu. Trzecim etapem jest najwyższe, czysto duchowe zjednoczenie człowieka z wolą Bożą i z całą Trójcą Świętą w życiu doczesnym.
Jedną ze znanych mistyczek XX w. była niewykształcona siostra zakonna Faustyna Kowalska, która swe niezwykle głębokie pod względem teologicznym doświadczenie Trójcy Świętej opisała w Dzienniczku.

## Kontemplacja anirwana
Kontemplacja w rozumieniu chrześcijańskim nie jest techniką, lecz darem Boga. „Nie można przyjąć jej inaczej jak tylko w pokorze i ubóstwie”. Kontemplacja polega na miłosnym zjednoczeniu Boga i człowieka, „by Chrystus zamieszkał przez wiarę w naszych sercach”, i abyśmy zostali „wkorzenieni i ugruntowani” w miłości (Ef 3,16-17) (KKK 2713).

### Ujęcie Jana Pawła II w książcePrzekroczyć próg nadziei

#### Stwierdzenia Jana Pawła II
Jak zwracał uwagę Jan Paweł II, czasem porównuje się doświadczenie nirwany w buddyzmie do kontemplacji chrześcijańskiej. Drogą dojścia do nirwany jest stopniowe zerwanie ze światem zewnętrznym, który jest źródłem zła postrzeganego jako cierpienie. Pogląd ten nie jest jednak zgodny z postrzeganiem stanu oświecenia, czy naturalnego stanu umysłu w buddyzmie. Podobną postawę widzi się we wskazówkach Jana od Krzyża, by iść przez to, w czym się nie ma upodobania, i czego się nie zna i tak dojść do tego czego nie posiadasz. Według Papieża, różnica jest w tym, że droga opisywana przez hiszpańskiego Doktora Kościoła nie prowadzi do oderwania samego dla siebie, lecz do tego, by zjednoczyć się z osobowym Bogiem. W oświeceniu buddyjskim nie ma mowy o przybliżaniu się do Boga, gdyż buddyzm jest w dużym stopniu systemem ateistycznym. Lecz jest to często, błędnie powtarzany pogląd na temat buddyzmu. We wszystkich doktrynach buddyjskich respektuje się istnienie świata bogów, przy "wyzwolenie duchowe" nie jest utożsamiane z Bogiem czy bogami, ponieważ według buddyzmu świat bogów również jest nietrwały, przemijalny. Chrześcijańskie zjednoczenie z Bogiem nie dokonuje się jedynie przez oczyszczenie, ale przede wszystkim przez miłość, żywy płomień miłości - jak nazwał hiszpański mistyk swoje dzieło. Papież stwierdził, że kontemplacja chrześcijańska, do której prowadzi doktryna Jana od Krzyża, dokonuje się na poziomie nadprzyrodzonym, podczas gdy refleksje buddyjskie dotyczą poziomu przyrodzonego, dlatego właściwie mówiąc:

Mistyka karmelitańska zaczyna się w tym miejscu, w którym kończą się rozważania Buddy i jego wskazówki dla życia duchowego.

#### Krytyka ujęć Jana Pawła II
Według J. Sieradzana, twierdzenie papieża Jana Pawła II, że w kontemplacji buddyjskiej chodzi o stopniowe zerwanie ze światem zewnętrznym jako źródłem zła jest prawdziwe wyłącznie w odniesieniu do ujęcia buddyzmu hinayany, gdzie nirwana (wygaśnięcie) jest możliwa do osiągnięcia w procesie umierania. Według buddyzmu tybetańskiego obecność w tym stanie jest również umiejętnością zintegrowania tego stanu z uczestnictwem w życiu codziennym. W innym przypadku nie można byłoby mówić o stanie oświecenia. W żadnym z nurtów i szkół buddyzmu nie ma pojęcia odcinania się od zła, ponieważ jednym z głównych zasad w buddyzmie jest nie-dualność czyli uwolnienie umysłu od postrzegania rzeczywistości w skrajnym ujęciu "dobra i zła".
Również pogląd, że kontemplacja chrześcijańska, do której prowadzi doktryna Jana od Krzyża, dokonuje się na poziomie nadprzyrodzonym, podczas gdy refleksje buddyjskie dotyczą poziomu przyrodzonego jest nieadekwatny do tego jak postrzegają to buddyści. Według autorów buddyjskich kontemplacja nie polega na rozważaniach lecz konkretnych praktykach (opartych na doświadczaniu). Poza tym kontemplacja dokonuje się zarówno na poziomie nadprzyrodzonym jak również przyrodzonym, w zależności czy stan oświecenia uzyskuje się w trakcie życia czy też w trakcie umierania.

### Deklaracja Kongregacji Nauki Wiary
Według dokumentu Kongregacji Nauki Wiary z 1989 r. niektórzy nauczyciele życia modlitwy, w duchu teologii apofatycznej, negatywnej, zrównują absolut pozbawiony obrazów i pojęć, proponowany przez mistrzów buddyjskich, z majestatem Boga objawionego w Chrystusie, który jest większy niż cała rzeczywistość stworzona. Twierdzą oni, że nieskończoność Boga jest całkowicie niepoznawalna przy pomocy czegokolwiek, co jest na świecie. Zachęcają w ten sposób do porzucenia medytacji historii zbawienia, tego wszystkiego co Bóg uczynił szczególnie w Nowym Przymierzu, włączając pojęcie Trójjedynego Boga, który jest miłością. Zastępują to wszystko drogą wejścia w "nieokreśloną otchłań Boskości". Dokument wskazał na Mistrza Eckharta jako na protagonistę takiej postawy.